# 埃里克·H·克莱因
埃里克·H·克莱因（1960年9月1日—）是一位美国历史学家和考古学家，喬治·華盛頓大學古代史教授，主要作品有《考古的故事》（Three Stones Make a Wall:The Story of Archaeology）、《文明的崩塌：公元前1177年的地中海世界》（1177B.C.:The Year Civilization Collapsed）以及入选牛津通识读本的《特洛伊战争》（The Trojan War）、《聖經考古學》（Biblical Archaeology）等。